# Lawina (marszobieg)
Lawina – międzynarodowy marszobieg na trasie Śnieżka - Samotnia. Jest to coroczna, organizowana od 2003 impreza sportowa, której celem jest promocja regionu oraz popularyzacja marszobiegów i aktywności fizycznej. W zawodach startować może każdy, kto po zgłoszeniu wniesie opłatę startową i podpisze oświadczenie o zdolności do biegu. Zawodnicy mają za zadanie jak najszybsze pokonanie drogi ze Śnieżki, najwyższego szczytu Karkonoszy, do schroniska Samotnia, położonego nad Małym Stawem. Trasa o długości 6 km biegnie Drogą Przyjaźni Polsko-Czeskiej, obok Domu Śląskiego, Spalonej Strażnicy, Strzechy Akademickiej i dalej drogą transportową do Samotni. Górny limit czasowy został ustalony przez organizatorów na 2 godziny. 
Zawody cieszą się rosnącą popularnością. W 2003 brało w nich udział 89 zawodników, w 2004 - 115 zawodników, a w 2005 - 163 zawodników. 
Uczestnicy marszobiegu są klasyfikowani w następujących kategoriach: generalna mężczyzn, generalna kobiet, K-1/M-1 rocznik do 1990, K-16/M-16 rocznik 1989 – 1980, K-26/M-26 rocznik 1979 – 1964, K-40/M-40 rocznik 1965 +.

## Wyniki

### Klasyfikacja generalna rok 2003
| Miejsce | Nr startowy | Nazwisko   | Imię      | Klub/miejscowość | Czas  |
| 1       | 1           | Leśnicki   | Marek     | Stanowice        | 20:56 |
| 2       | 100         | Sidor      | Dariusz   | Szkoła Górska    | 23:05 |
| 3       | 21          | Walkowiak  | Robert    | Głogów           | 23:26 |
| 4       | 72          | Wesołowski | Marek     | Nekla            | 23:49 |
| 5       | 70          | Glina      | Krzysztof | Rawicz           | 23:50 |
| 6       | 51          | Dobiecki   | Tomasz    | Karpacz          | 24:13 |
| 7       | 2           | Piaszczyk  | Stanisław | Górki Wielkie    | 24:29 |
| 8       | 73          | Frankowski | Jarosław  | Zagorow          | 24:47 |
| 9       | 71          | Eling      | Artur     | Rawicz           | 24:53 |
| 10      | 60          | Litwa      | Piotr     | Żarów            | 25:12 |

### Klasyfikacja generalna rok 2004
| Miejsce | Nr startowy | Nazwisko    | Imię     | Klub/Miejscowość | Wynik |
| 1       | 117         | Leśnicki    | Marek    | Stanowice        | 19:23 |
| 2       | 101         | Nastałek    | Jacek    | Jelenia Góra     | 19:30 |
| 3       | 102         | Paciejewski | Piotr    | Karpniki         | 19:36 |
| 4       | 41          | Czopek      | Jarosław | Ełk              | 19:42 |
| 5       | 118         | Cajzer      | Adam     | Wałbrzych        | 20:13 |
| 6       | 97          | Mękal       | Damian   | Bolków           | 21:30 |
| 7       | 103         | Ładysz      | Jerzy    | Jelenia Góra     | 21:38 |
| 8       | 52          | Walkowiak   | Robert   | Głogów           | 21:45 |
| 9       | 92          | Eling       | Artur    | Rawicz           | 22:07 |
| 10      | 143         | Grocholski  | Damian   | Jelenia Góra     | 22:42 |

### Klasyfikacja generalna rok 2005
| Miejsce | Nr startowy | Nazwisko      | Imię     | Klub/Miejscowość | Wynik |
| 1       | 145         | Nastałek      | Jacek    | Jelenia Góra     | 18:47 |
| 2       | 74          | Maciulewicz   | Adrian   | Lubawka          | 19:03 |
| 3       | 143         | Maciejewski   | Piotr    | Jelenia Góra     | 19:22 |
| 4       | 75          | Jaworski      | Adrian   | Lubawka          | 21:42 |
| 5       | 102         | Czopek        | Jarosław | Ełk              | 21:51 |
| 6       | 63          | Mękal         | Damian   | Bolków           | 22:33 |
| 7       | 151         | Kuźniar       | Paweł    | Jelenia Góra     | 23:22 |
| 8       | 108         | Dzieniszewski | Michał   | Jelenia Góra     | 24:01 |
| 9       | 44          | Duda          | Dariusz  | Zielona Góra     | 24:10 |
| 10      | 48          | Pilarski      | Dionizy  | Oleśnica         | 24:14 |